# Carijoa riisei
Carijoa riisei is een zachte koraalsoort uit de familie Clavulariidae. De koraalsoort komt uit het geslacht Carijoa. Carijoa riisei werd in 1860 voor het eerst wetenschappelijk beschreven door Duchassaing & Michelotti.

## Verspreiding
Carijoa riisei is een zachte koraalsoort die wijdverspreid voorkomt in tropische en subtropische zeewateren over de hele wereld. Het werd voor het eerst beschreven vanaf de Maagdeneilanden en werd oorspronkelijk verondersteld inheems te zijn in het Caribisch gebied en de West-Atlantische Oceaan. Echter genetische studies hebben aangetoond dat deze soort inheems is in de Indo-West Pacific. Het is geïntroduceerd in Hawaï, het Caribisch gebied, de westelijke Atlantische Oceaan en de Golf van Mexico. Het wordt gevonden op een verscheidenheid aan mariene leefgebieden, waaronder rotsachtige riffen, koraalriffen, mangroven en door de mens gemaakte structuren zoals dokken en scheepsrompen. In Hawaï  heeft deze soort sterfte veroorzaakt in inheemse koraalsoort Antipathes dichotoma, met zowel ecologische als economische implicaties.